# Burravoe (North Mainland)

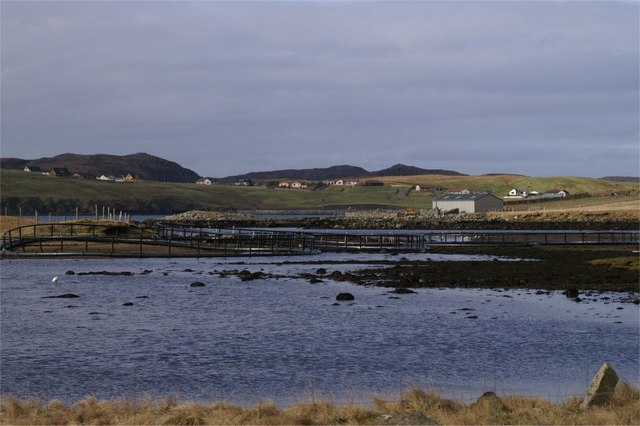
Blick auf Burravoe

Burravoe ist eine Ortschaft, die in Schottland im Norden der Shetlandinseln liegt.

## Geographie
Burravoe liegt im Norden von Mainland auf der östlichen Seite der Meeresbucht Burra Voe. Die nächste größere Ortschaft ist Brae, unmittelbar im Norden. Kleinere sind Busta auf der anderen Seite der Bucht im Westen sowie Wethersta im Süden. Überragt wird der Ort im Osten vom 68 Meter hohen Hill of Burravoe.

## Historisches
Im Rahmen der historischen Gliederung Schottlands in Civil Parishes zählt Burravoe zu Delting.